# Китила
Китила (рум. Chitila) град је у Румунији. Он се налази у јужном делу земље, у историјској покрајини Влашка. Китила је велико насеље округа Илфов, који окружује главни град Букурешт, чије је предграђе.
Китила је по последњем попису из 2002. године имала 12.643 становника.

## Географија
Град Китила налази се у средишњем делу историјске покрајине Влашке, у оквиру уже области Мунтеније. Град се налази око 10 km северозападно од Букурешта и, заправо, представља продужетак изграђене градске целине Букурешта преко његове северозападне управне границе. Стога Китила спада у граду најближа предграђа. Поред града је Читилско језеро.

## Становништво
У односу на попис из 2002., број становника на попису из 2011. се повећао.
| 2002.  | 2011.  |
| ------ | ------ |
| 12.643 | 14.184 |

Матични Румуни чине већину градског становништва Читиле, а од мањина присутни су једино Роми. Град је једно од најбрже растућих места у целој земљи захваљујући близини главног града и развију „мале привреде“.